# Танкова дивізія «Сілезія»
Танкова дивізія «Сілезія» (нім. Panzer-Division «Schlesien»), при формуванні іменувалась, як танкова дивізія «Деберіц» (нім. Panzer-Division «Döberitz») — танкова дивізія вермахту в Другій світовій війні.

## Історія
Наприкінці лютого 1945 була сформована дивізія, в яку були зведені бойові групи III, IV, VIII військових округів; штабні підрозділи IV округу склали штаб дивізії. У березні, коли в стадії формування перебували другий танковий гренадерський полк і зенітний батальйон, всі підрозділи «Сілезії» передали танковій дивізії «Гольштейн», яку 26 березня поглинула 18-та танкова гренадерська дивізія. Починаючи з 28 лютого дивізією командував оберст Ернст Веллман.

## Бойовий склад
- Танковий батальйон «Сілезія»
  - Триста третій танковий батальйон (3 роти 15 -го запасного танкового батальйону)
  - 3-й запасний танковий розвідувальний батальйон
- Танковий гренадерський полк «Сілезія» (2 недоукомплектованих батальйону 128-го запасного моторизованого полку)
- Танковий артилерійський полк «Сілезія»
  - 1-й дивізіон 106-го артилерійського полку, недоукомплектований
  - 2-й дивізіон, недоукомплектований
- Танкова розвідувальна рота «Сілезія»
- Батарея винищувачів танків «Сілезія»
- Танкова саперна рота «Сілезія»
- Танкова рота зв'язку «Сілезія»